# المراغ

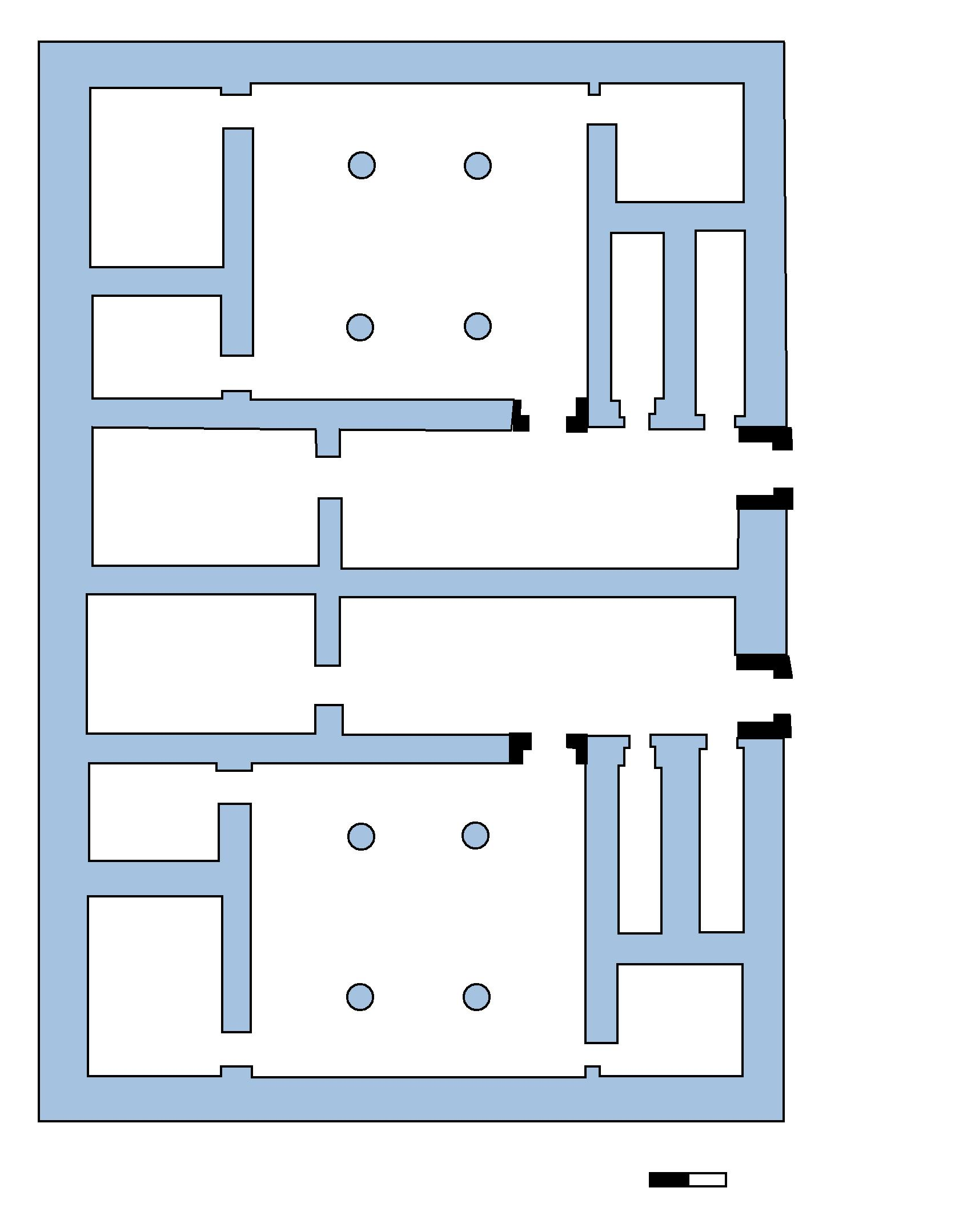
مخطط منزل محفور في موقع المراغ النوبي.

المراغ هو موقع أثري في السودان. يقع في وادي المقدم حوالي 227 كيلومتر (141 ميل) شمال أم درمان في صحراء بيوضة، وهي منطقة صحراوية إلى حد هذا اليوم.فقد تم اكتشاف مستوطنة نبتة مدفونة في المراغ في 1999-2000.و يتكون الموقع من منزلين من الأعمدة حجرية وإطارات أبواب حجرية. و يتجة كلا من المبنيين بنفس الطريقة، والتي تفترض خطة موحدة. وعلى ما يبدو فإن المكان كان يسكنه جيل واحد أو جيلين فقط ثم تم دمرته بالنيران، وعلى الأرجح أن السكان كانو  من البدو. وربما اشتملت وظيفة هذه المستوطنة على المركز الإداري حيث ان النوبيون استعمرو  هذه المنطقة.

## روابط خارجية
- وصف موقع المراغ